# Wilsonpopulier
De Wilsonpopulier (Populus wilsonii) is een plant uit de wilgenfamilie (Salicaceae). Hij wordt gerekend tot de sectie Leucoides (grootbladige populieren). De boom is vernoemd naar Ernest Wilson, een plantenverzamelaar en fotograaf uit de 19de eeuw die meerdere planten uit China naar  Europa heeft gehaald.
De loofboom komt van nature voor in de Chinese provincies Gansu, Hubei, Shaanxi, Sichuan, Xizang and Yunnan. De boom heeft ellipsvormige bladeren die breder zijn aan de basis dan aan de top. De populier kan 25 m hoog worden met een stamdiameter van 1,5 m. Hij bloeit van april tot mei. De zaden verschijnen van mei tot juni.

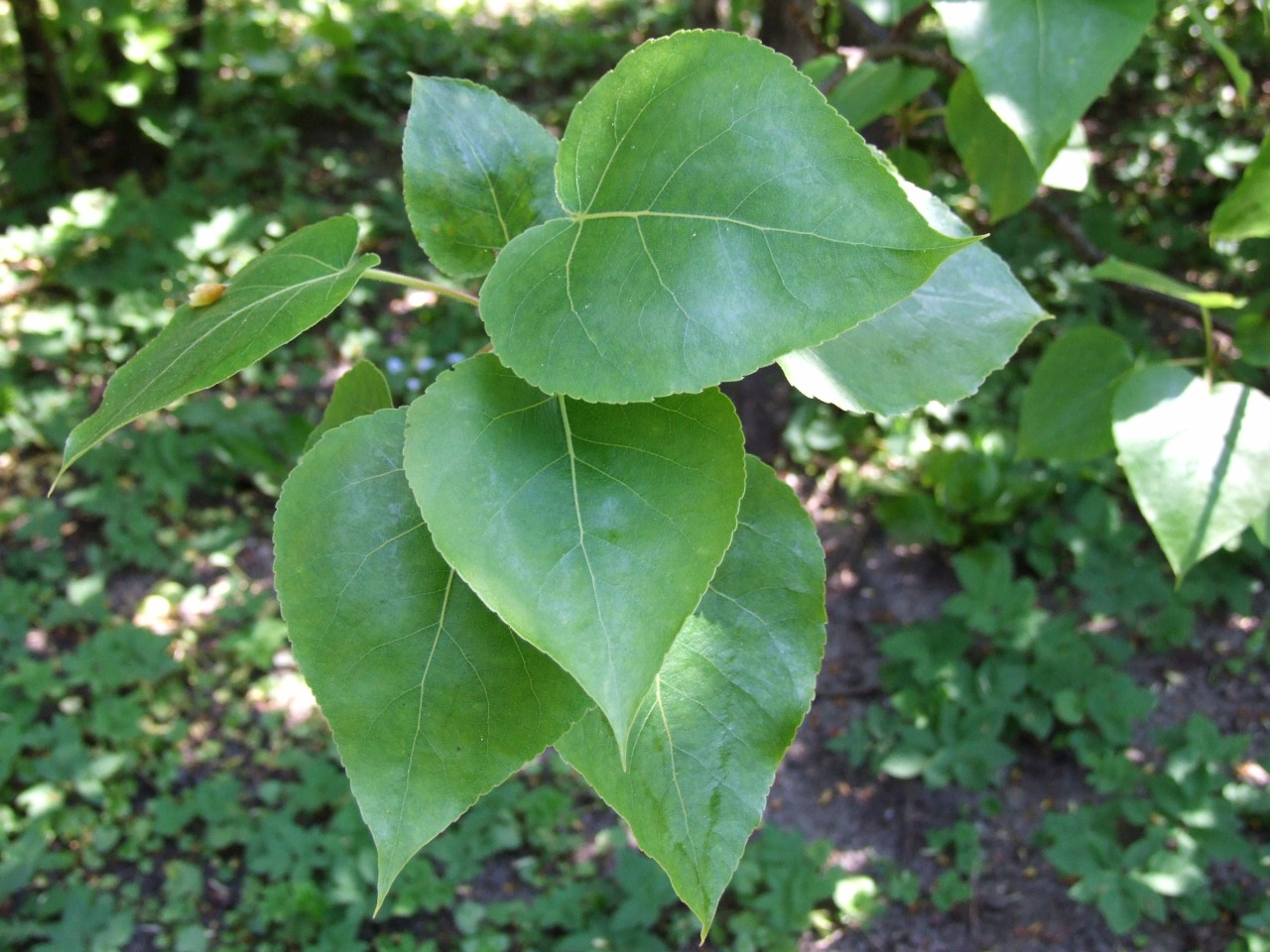
Blad
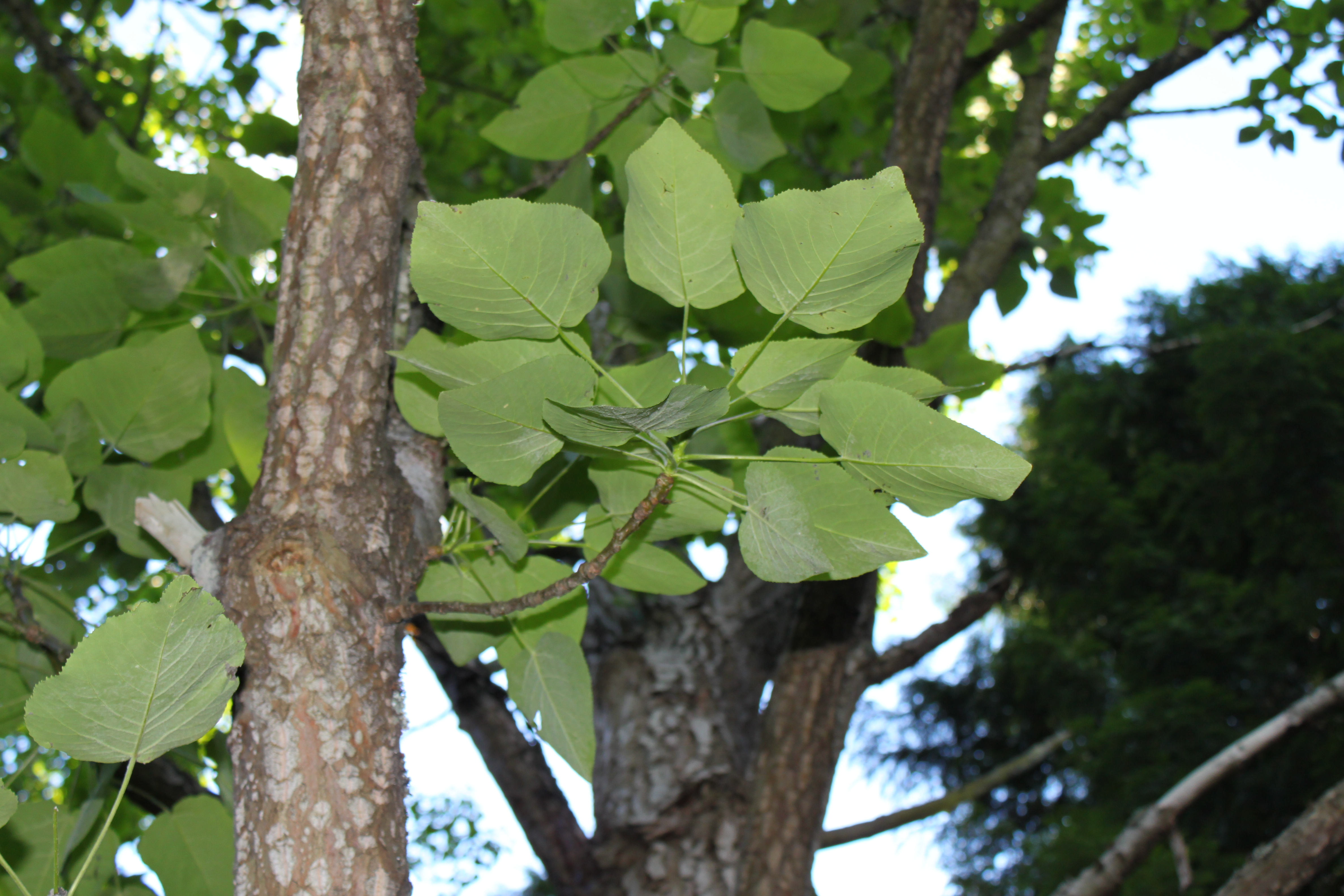
Onderzijde blad
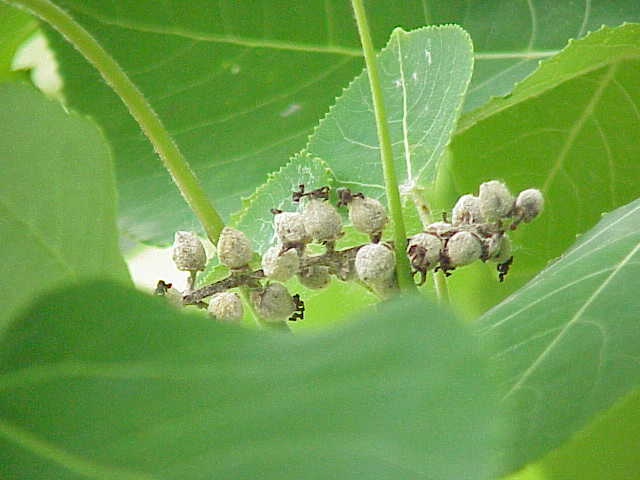
Zaden
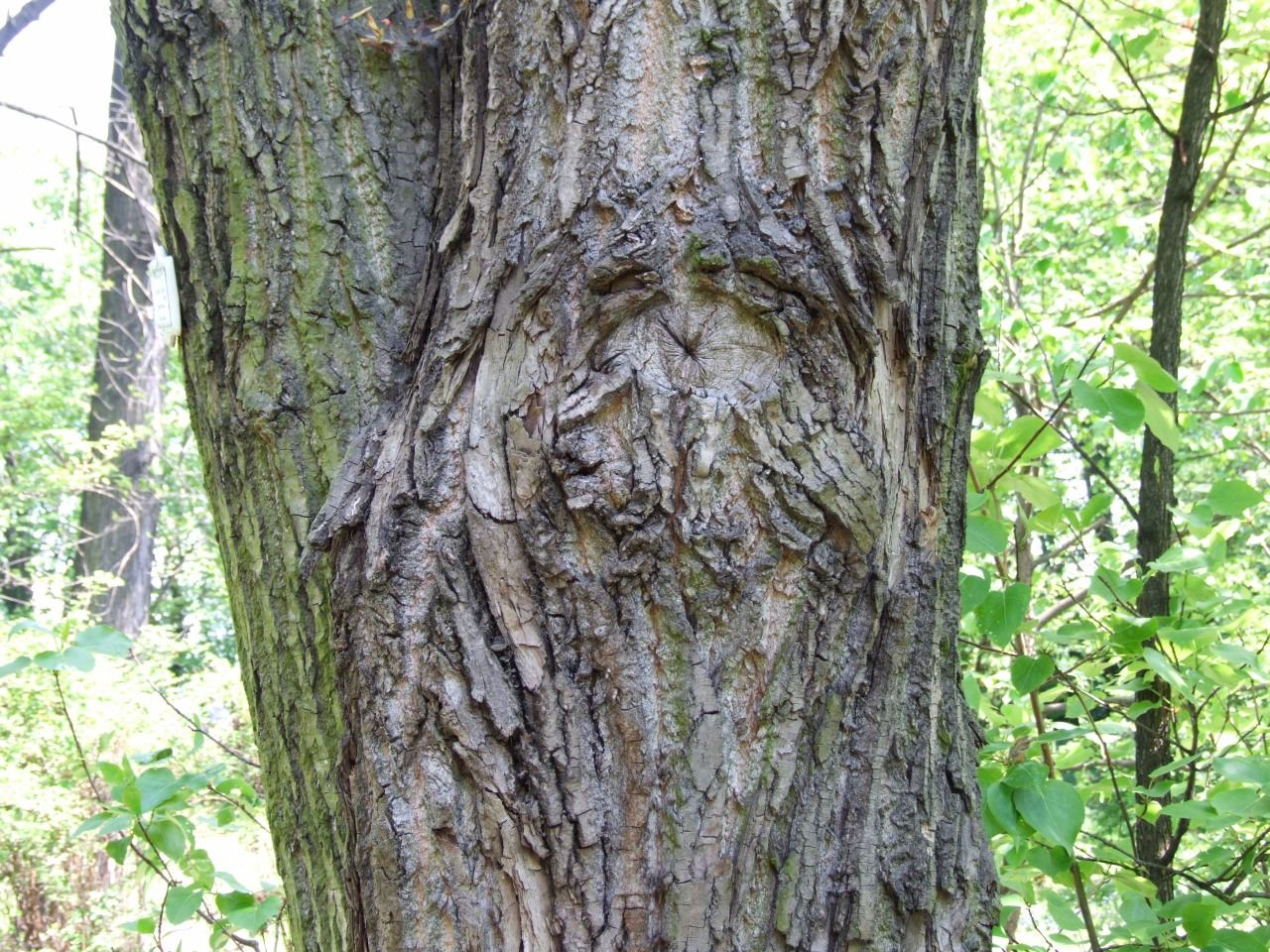
Stam
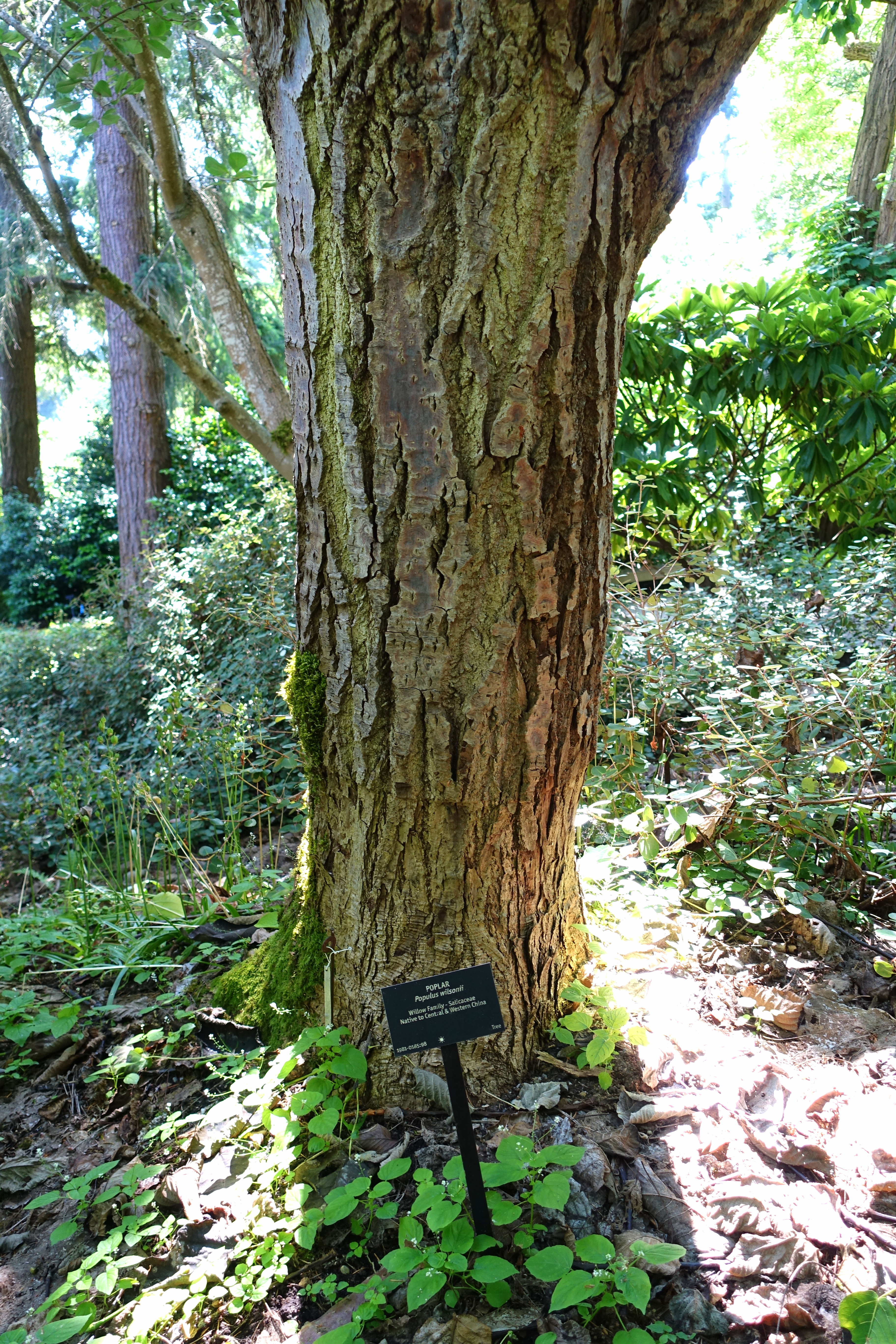
Stam

... ·  
P. ×acuminata · 
P. adenopoda · 
P. afghanica · 
P. alba (Witte abeel) · 
P. angustifolia (Smalbladige populier) · 
P. balsamifera (Ontariopopulier) · 
P. ×berolinensis (Siberische balsempopulier) · 
P. ×canadensis (Canadapopulier) · 
P. candicans · 
P. ×canescens (Grauwe abeel) · 
P. cathayana · 
P. davidiana · 
P. deltoides (Amerikaanse populier) · 
P. euphratica · 
P. fremontii · 
P.  grandidentata (Grofgetande populier) · 
P. guzmanantlensis ·  
P. heterophylla (Hartbladige populier) · 
P. ilicifolia · 
P. ×interamericana (Zwarte balsemhybride) · 
P. ×jackii · 
P. koreana · 
P.  lasiocarpa (Ruwe populier) · 
P. laurifolia (Laurierpopulier) · 
P. maximowiczii (Koreaanse balsempopulier) · 
P. mexicana · 
P. nigra (Zwarte populier) · 
P. nigra var. italica (Italiaanse populier) · 
P. rotundifolia · 
P. sieboldii · 
P. simonii (Chinese balsempopulier) · 
P. suaveolens · 
P. szechuanica · 
P. ×tomentosa ·  
P. tremula (Ratelpopulier) · 
P. tremuloides (Amerikaanse ratelpopulier) · 
P. trichocarpa (Zwarte balsempopulier) · 
P. tristis · 
P. wilsonii (Wilsonpopulier) · 
P. yunnanensis · 
...